# Christian Philipp Wolff
Christian Philipp Wolff, auch Wolf (* 17. Juli 1772 in Helsen; † 27. August 1820 in Berlin) war ein deutscher Baumeister, Stuckateur und Bildhauer.

## Leben
Christian Philipp Wolff war der Sohn des Fürstlich Waldeck’schen Kammerdieners und Hofschneiders Johann Wilhelm Wolff (1725–1784) und dessen zweiter Frau Anna Elisabeth Christina, geb. Sude (?–1790), aus Heringhausen.
Wolff besuchte die Schule in Bad Arolsen und absolvierte danach zusammen mit Christian Daniel Rauch eine Lehrausbildung beim Bildhauer Johann Christian Friedrich Valentin (1752–1819).
Seit 1797 ist Wolff als Bildhauer in Neustrelitz nachzuweisen, der Residenzstadt des Teilherzogtums Mecklenburg-Strelitz im mecklenburgischen Südosten. Am 18. September 1809 heiratete er in der Kirche zu Rödlin die Oberförsterstochter Maria Christiane Wilhelmine Siemers (* 1787). Beide hatten vier Kinder, von denen der Bildhauer Albert Wolff am bekanntesten ist.
Der Traueintrag von 1809 nennt Wolff als Herzoglich mecklenburg-strelitzschen Baukondukteur. Seit 1816 war er Mecklenburg-Strelitzscher Baumeister, später Hofbaumeister.
Wolff war Freimaurer und am 31. Oktober 1815 Mitstifter der St. Johannis-Loge  „Zum Friedensbunde“ in Neubrandenburg. Er starb in Berlin und wurde auch dort begraben, während seine Witwe und die Kinder in Neustrelitz blieben. Sein Nachfolger als Großherzoglich mecklenburg-strelitzscher Hofbaumeister wurde Friedrich Wilhelm Buttel.
Ein von Rudolph Suhrlandt am 9. Juni 1819 in Halbfigur gezeichnetes Porträt Wolffs befindet sich im Kupferstichkabinett Berlin (Inv.-Nr. SZ Suhrlandt 92).

## Werk

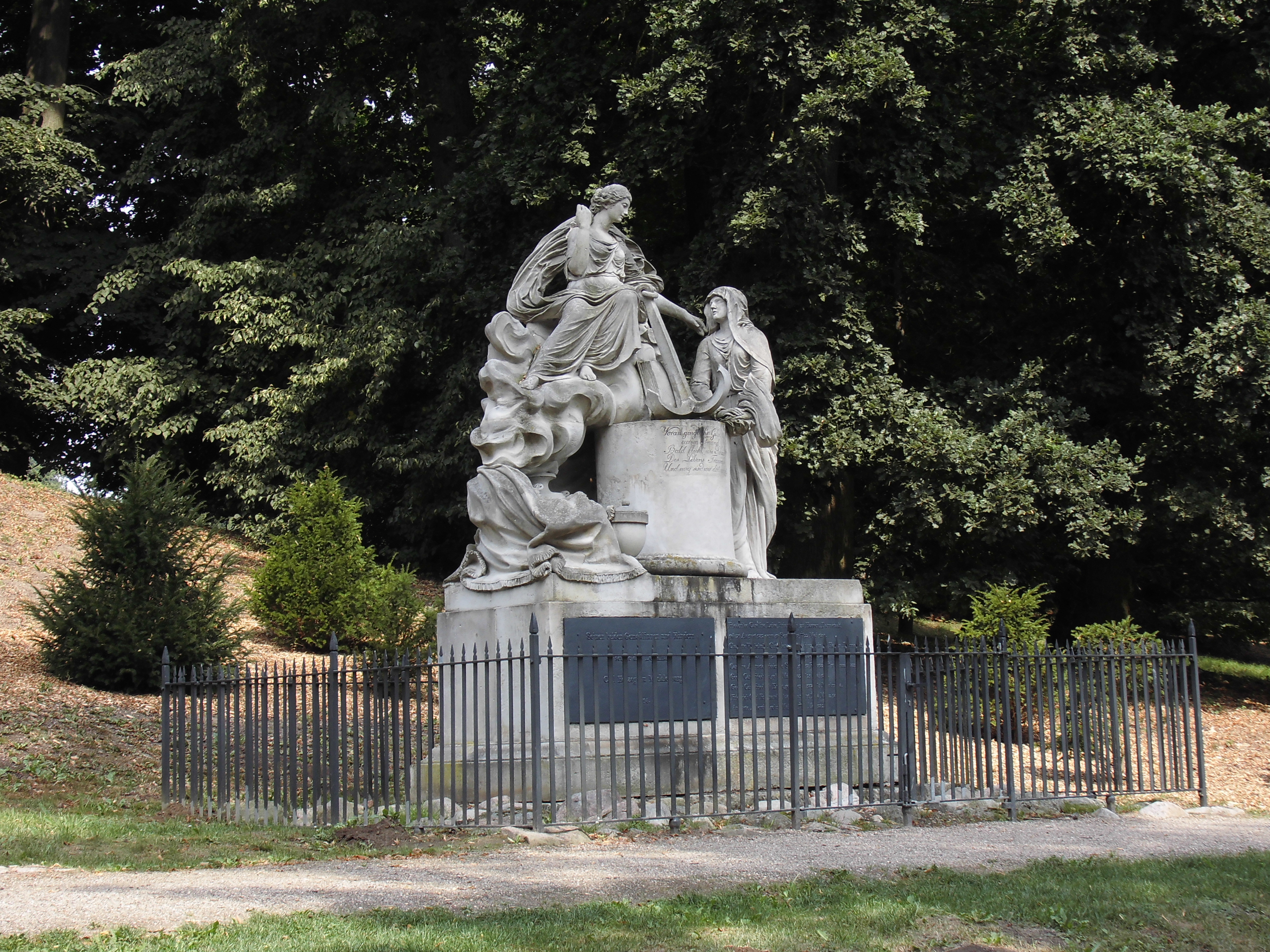
Die Hoffnung tröstet die Trauer (1798), im Park von Schloss Hohenzieritz

Sein Hauptaufgabe war der Umbau des Schlosses Neustrelitz.
- Luisentempel in Hohenzieritz
- Palais für Prinzessin Friederike in Neustrelitz
- Wildhof in Neustrelitz
- „Pulverturm“ in einem Waldstück, das früher zum Neustrelitzer Tiergarten gehörte
- Hobe-Brunnen in der Schlosskoppel Neustrelitz
- Palais in Neubrandenburg
- Plastiken von Luise Königin von Preußen und Karl II. Großherzog von Mecklenburg in Mecklenburg-Strelitz.
- Totenmaske der Königin Luise, die als Vorlage der berühmten Skulptur seines Freundes Christian Daniel Rauch diente.